# Каннавале, Бобби
Ро́берт Майкл «Бо́бби» Каннава́ле (англ. Robert Michael «Bobby» Cannavale; род. 3 мая 1970, Юнион-Сити, Нью-Джерси, США) — американский актёр. Двукратный лауреат премии «Эмми», номинант на премию «Тони». Наибольшую известность ему принесли роли парамедика Бобби Кэффи в первых двух сезонах телесериала «Третья смена» (1999—2001), полицейского Винса Д’Анджело в ситкоме «Уилл и Грейс» (2004—2006, 2018), а также мафиози Джипа Розетти в третьем сезоне сериала «Подпольная империя» (2012).

## Биография
Каннавале родился в городе Юнион-Сити, штат Нью-Джерси, в семье Изабель и Сала Каннавале. Его мать, кубинка по национальности, переехала в США в 1960 году, отец — итальянского происхождения. Роберт вырос в городе Маргейт, штат Флорида, он был воспитан в католической вере и посещал школу Святого Михаила, где участвовал в ряде внеклассных мероприятий, в том числе был послушником и пел в хоре. Когда ему исполнилось восемь, Каннавале получил роль шепелявого мальчика по имени Уинтроп в школьной постановке «Музыканта» (англ.), а затем роль гангстера в мюзикле «Парни и куколки», которые закрепили его любовь к сцене. Родители Роберта развелись, когда ему было 13 лет и мать перевезла семью в Пуэрто-Рико. После двух лет в Латинской Америке они вновь поселились в Маргейте. Каннавале вернулся в Нью-Джерси после того, как получил диплом средней школы в конце 1980 года, чтобы быть поближе к Нью-Йорку, где он начал актёрскую карьеру.

## Карьера
Каннавале начал свою актёрскую карьеру в театре, не имея за плечами актёрского образования. Первые роли в кино он получил в фильмах «Ночь над Манхэттеном» (1997) и «Власть страха» (1999). Известность пришла к актёру после того, как он исполнил роль Бобби Кэффи в сериале «Третья смена». После этого, в 2001 году он снялся вместе с Аланом Аркином в драматическом сериале «Центральная улица, 100», сценаристом и режиссёром которого выступил Сидни Люмет, его тесть (на тот момент).
В 2002 году он присоединился к актёрскому составу сериала «Элли Макбил», но вскоре шоу было закрыто. В 2003 году снимался в сериалах «Клан» и «Тюрьма Оз». За исполнение роли Винса Д’Анджело в сериале «Уилл и Грейс» (2004—2018) Каннавале получил первую премию «Эмми».
В период с 2003 по 2006 год Каннавале можно было увидеть в таких проектах, как «Станционный смотритель», «Давайте потанцуем», «Любовь и сигареты», «Нация фастфуда» и «10 шагов к успеху».
В 2008 году актёр получил номинацию на премию «Тони» за роль Денниса в бродвейской пьесе «Маврикий». Позже он примет участие в бродвейской пьесе «Ублюдок в шляпе» вместе с Крисом Роком и Аннабеллой Шиоррой, за что 3 мая 2011 года (в свой 41-й день рождения) получит ещё одну номинацию на «Тони».
В 2009 году на экраны вышел фильм «Шопо-коп», в котором Каннавале сыграл коммандера Джеймса Кента. В 2012 и 2013 годах актёр снимался в сериале Showtime «Сестра Джеки», за который он был дважды номинирован на премию «Эмми». Кроме того, в 2012 году Каннавале играл в сериале «Подпольная империя». Его персонаж, Джип Розетти, появился в 11 эпизодах 3 сезона. Эта роль принесла актёру вторую премию «Эмми». А роль в третьем сезоне сериала «Американская семейка» принесла Каннавале номинацию на премию Critics' Choice Television Awards.
В 2015 году актёр сыграл в супергеройском фильме «Человек-муравей» и повторил эту роль тремя годами позже в его сиквеле «Человек-муравей и Оса». В 2017 году состоялась мировая премьера биографической драмы «Тоня против всех» при участии Каннавале, а также фильма «Джуманджи: Зов джунглей», в котором Бобби сыграл главного антагониста мира Джуманджи, Рассела Ван Пелта. В период с 2017 по 2019 год актёр был занят на съёмках сериала «Мистер Робот».
В 2019 году вышли сразу три картины, снятые при участии актёра: «Сиротский Бруклин», «Ирландец» и «Дальше некуда». В 2020 году Каннавале исполнил главную мужскую роль в романтической комедии «Искусственный интеллект». Кроме того, в том же году его можно было увидеть в спектакле «Медея».
В 2021 году вышел экшн-боевик «Красотка на взводе», в котором, помимо Каннавале, снялись Кейт Бекинсейл, Джай Кортни, Стэнли Туччи и Лаверна Кокс.

## Личная жизнь
Каннавале был женат на актрисе и сценаристке Дженни Люмет с 1994 по 2003 год, от которой у него есть сын, актёр Джейк Каннавале (род. 1 мая 1995). Они сыграли отца и сына в четвёртом сезоне телесериала «Сестра Джеки».
С 2012 года Каннавале встречается с актрисой Роуз Бирн. У пары есть двое сыновей — Рокко Робин (род. 1 февраля 2016) и Рафа (род. 16 ноября 2017).

## Фильмография

### Кино
| Год  | Название на русском           | Оригинальное название             | Роль                           | Примечания                       |
| ---- | ----------------------------- | --------------------------------- | ------------------------------ | -------------------------------- |
| 1996 | Ночь над Манхэттеном          | Night Falls on Manhattan          | помощник Вигоды                |                                  |
| 1996 | Я не Раппопорт                | I’m Not Rappaport                 | клиент автостоянки             |                                  |
| 1999 | Глория                        | Gloria                            | Джек                           |                                  |
| 1999 | Власть страха                 | The Bone Collector                | Стив                           |                                  |
| 2001 | Столкновение в Нью-Йорке      | 3 A.M.                            | Хосе                           |                                  |
| 2002 | Вашингтонские высоты          | Washington Heights                | Анхель                         |                                  |
| 2002 | Гуру                          | The Guru                          | Рэнди                          |                                  |
| 2002 | Свежескошенная трава          | Fresh Cut Grass                   | Билли Печчио                   |                                  |
| 2003 | Станционный смотритель        | The Station Agent                 | Джо Орамас                     |                                  |
| 2003 | Дьявол и Дэниел Уэбстер       | Shortcut to Happiness             | коп                            |                                  |
| 2004 | Гавань                        | Haven                             | лейтенант                      |                                  |
| 2004 | Давайте потанцуем             | Shall We Dance?                   | Чик                            |                                  |
| 2004 | —                             | The Breakup Artist                | сосед                          |                                  |
| 2005 | Правила секса 2: Хэппиэнд     | Happy Endings                     | Хавьер                         |                                  |
| 2005 | Любовь и сигареты             | Romance & Cigarettes              | Четти-младший / Фрайбург       |                                  |
| 2006 | Ночной слушатель              | The Night Listener                | Джесс                          |                                  |
| 2006 | Нация фастфуда                | Fast Food Nation                  | Майк                           |                                  |
| 2006 | Змеиный полёт                 | Snakes on a Plane                 | Хэнк Харрис                    |                                  |
| 2006 | 10 шагов к успеху             | 10 Items or Less                  | Бобби                          |                                  |
| 2007 | Десять заповедей              | The Ten                           | Марти Макбрайд                 |                                  |
| 2007 | Посвящение                    | Dedication                        | Дон Майерс                     |                                  |
| 2007 | Реванш                        | The Take                          | агент Стив Перелли             |                                  |
| 2008 | Весёлый господин              | The Merry Gentleman               | Майкл                          |                                  |
| 2008 | В одно ухо влетело            | Diminished Capacity               | Ли Вивиан                      |                                  |
| 2008 | Повышение                     | The Promotion                     | доктор Тиммс                   |                                  |
| 2008 | 100 футов                     | 100 feet                          | Шенкс                          |                                  |
| 2009 | Шопо-коп                      | Paul Blart: Mall Cop              | коммандер Джеймс Кент          |                                  |
| 2009 | Короткие интервью с подонками | Brief Interviews with Hideous Men | субъект #40                    |                                  |
| 2009 | —                             | Louis C.K.’s Last Chance          | продюсер порнофильма           | короткометражный фильм           |
| 2010 | Весёлый господин              | F--K                              | Бобби                          | короткометражный фильм           |
| 2010 | Копы в глубоком запасе        | The Other Guys                    | Джимми                         |                                  |
| 2010 | Яблоки                        | Apples                            | Нино                           | короткометражный фильм           |
| 2010 | Слабость                      | Weakness                          | Джошуа                         |                                  |
| 2011 | Побеждай!                     | Win Win                           | Терри Делфино                  |                                  |
| 2011 | Гастролёр                     | Roadie                            | Рэнди Стивенс                  |                                  |
| 2013 | Муви 43                       | Movie 43                          | Супермен                       | новелла: Super Hero Speed Dating |
| 2013 | Паркер                        | Parker                            | Джейк Фернандес                |                                  |
| 2013 | Лавлэйс                       | Lovelace                          | Бутчи Перайно                  |                                  |
| 2013 | Жасмин                        | Blue Jasmine                      | Чили                           |                                  |
| 2014 | Повар на колёсах              | Chef                              | Тони                           |                                  |
| 2014 | Взрослые новички              | Adult Beginners                   | Дэнни                          |                                  |
| 2014 | Энни                          | Annie                             | Гай                            |                                  |
| 2015 | Шпион                         | Spy                               | Серджио де Лука                |                                  |
| 2015 | Второй шанс                   | Danny Collins                     | Том Доннелли                   |                                  |
| 2015 | Человек-муравей               | Ant-Man                           | Пэкстон                        |                                  |
| 2015 | Здравствуй, папа, Новый год!  | Daddy’s Home                      | доктор Франсиско               |                                  |
| 2016 | Основные принципы добра       | The Fundamentals of Caring        | Кэш                            | не указан в титрах               |
| 2017 | —                             | Hair                              | н/д                            | короткометражный фильм           |
| 2017 | Реальная белка 2              | The Nut Job 2: Nutty by Nature    | Фрэнки                         | мультфильм; озвучка              |
| 2017 | Тоня против всех              | I, Tonya                          | Мартин Мэддокс                 |                                  |
| 2017 | Джуманджи: Зов джунглей       | Jumanji: Welcome to the Jungle    | Рассел Ван Пелт                |                                  |
| 2017 | Фердинанд                     | Ferdinand                         | Вальенте / отец Вальенте       | мультфильм; озвучка              |
| 2017 | —                             | Ball Two                          | Морт                           | короткометражный фильм           |
| 2018 | Это домогательство            | That’s Harassment                 | фотограф                       | короткометражный фильм           |
| 2018 | Границы                       | Boundaries                        | Леонард                        |                                  |
| 2018 | Человек-муравей и Оса         | Ant-Man and the Wasp              | Пэкстон                        |                                  |
| 2019 | Сиротский Бруклин             | Motherless Brooklyn               | Тони Вермонт                   |                                  |
| 2019 | —                             | Martha the Monster                | монстр Кевин / коврик          | короткометражный фильм           |
| 2019 | Ирландец                      | The Irishman                      | Феликс «Тощая бритва» Дитуллио |                                  |
| 2019 | Дальше некуда                 | The Jesus Rolls                   | Пити                           |                                  |
| 2020 | Искусственный интеллект       | Superintelligence                 | Джордж                         |                                  |
| 2021 | Красотка на взводе            | Jolt                              | детектив Викарс                |                                  |
| 2022 | Блондинка                     | Blonde                            | Джо Ди Маджо                   |                                  |
| 2022 | Олсвелл в Нью-Йорке           | Allswell in New York              | Гэйб                           |                                  |
| 2022 | Рыжая на всю голову           | Seriously Red                     | Уилсон                         |                                  |
| 2023 | Под настилом                  | Under the Boardwalk               | краб Бобби                     | (мультфильм)                     |
| 2023 | Старые отцы                   | Old Dads                          | Коннор Броуди                  |                                  |
| 2023 | Папа                          | Ezra                              | Макс Брандел                   |                                  |
| 2024 | Максин XXX                    | MaXXXine                          | детектив Торрес                |                                  |
| 2024 | Неукротимый                   | Unstoppable                       | Рич                            |                                  |
| 2024 | Новички                       | Incoming                          | мистер Студебеккер             |                                  |
| 2025 | Голубая луна                  | Blue Moon                         | Ричард Роджерс                 |                                  |
| 2025 | Притон                        | Trap House                        |                                |                                  |

### Телевидение
| Год       | Название на русском                        | Оригинальное название              | Роль                            | Примечания                                                |
| --------- | ------------------------------------------ | ---------------------------------- | ------------------------------- | --------------------------------------------------------- |
| 1998      | Когда молчат фанфары                       | When Trumpets Fade                 | капитан Томас Зенек             | телефильм                                                 |
| 1998—1999 | Троица                                     | Trinity                            | Джо                             | телесериал; роль второго плана                            |
| 1999—2001 | Третья смена                               | Third Watch                        | Роберто Кэффи                   | телесериал; основная роль                                 |
| 2000      | Секс в большом городе                      | Sex and the City                   | Адам Болл                       | эпизод: Easy Come, Easy Go                                |
| 2001—2002 | Центральная улица, 100                     | 100 Centre Street                  | Джеремайя «Джей Джей» Джеллинек | телесериал; 5 эпизодов                                    |
| 2002      | Закон и порядок: Специальный корпус        | Law & Order: Special Victims Unit  | Кайл Новачек                    | эпизод: Monogamy                                          |
| 2002      | Элли Макбил                                | Ally McBeal                        | Уилсон Джейд                    | телесериал; 5 эпизодов                                    |
| 2002—2007 | Закон и порядок                            | Law & Order                        | Джей Пи Лэнг / Рэнди Портер     | телесериал; 2 эпизода                                     |
| 2003      | Клан                                       | Kingpin                            | Чато Кадена                     | мини-сериал; основная роль                                |
| 2003      | Тюрьма Оз                                  | Oz                                 | Алонсо Торкемада                | мини-сериал; 2 эпизода                                    |
| 2003      | Закон и порядок: Преступное намерение      | Law & Order: Criminal Intent       | Джулиан Белло                   | эпизод: The Gift                                          |
| 2004      | Клиент всегда мёртв                        | Six Feet Under                     | Хавьер                          | телесериал; 3 эпизода                                     |
| 2004—2018 | Уилл и Грейс                               | Will & Grace                       | Винс Д’Анджело                  | телесериал; роль второго плана                            |
| 2005      | Реабилитированный                          | The Exonerated                     | Джесси Таферо                   | телефильм                                                 |
| 2005      | Ресторанный роман                          | Recipe for a Perfect Christmas     | Алекс Стермадаполоус            | телефильм                                                 |
| 2005      | Нью-Йорк — 70                              | N.Y.-70                            | детектив Нико Корсо             | телефильм                                                 |
| 2006      | —                                          | So Here’s What Happened            | Дэнни                           | короткометражный телефильм                                |
| 2007      | Рыцари Процветания                         | The Knights of Prosperity          | Энрико Кортес                   | телесериал; 2 эпизода                                     |
| 2007      | Мэр Нью-Йорка                              | M.O.N.Y.                           | Джо Капанелли                   | телефильм                                                 |
| 2008      | Помадные джунгли                           | Lipstick Jungle                    | Крис «Паркс» Паркер             | эпизод: Chapter Seven: Carpe Threesome                    |
| 2008—2009 | Детектив Раш                               | Cold Case                          | Эдди Саккардо                   | телесериал; 7 эпизодов                                    |
| 2009      | Купидон                                    | Cupid                              | Тревор Пирс                     | телесериал; основная роль                                 |
| 2010      | Американский папаша!                       | American Dad!                      | Мильячо                         | мультсериал; озвучка; эпизод: Cops & Roger                |
| 2010      | Луи                                        | Louie                              | Крис                            | телесериал; 2 эпизода                                     |
| 2010      | Выходи за меня                             | Marry Me                           | Крис                            | мини-сериал; основная роль                                |
| 2010—2011 | Голубая кровь                              | Blue Bloods                        | Чарльз Росселини                | телесериал; 3 эпизода                                     |
| 2012      | —                                          | Nick the Doorman                   | мистер Померантц                | телефильм                                                 |
| 2012      | Американская семейка                       | Modern Family                      | Льюис                           | эпизод: Send Out the Clowns                               |
| 2012      | Подпольная империя                         | Boardwalk Empire                   | Джип Розетти                    | телесериал; 12 эпизодов                                   |
| 2012—2013 | Сестра Джеки                               | Nurse Jackie                       | доктор Мигель Крус              | телесериал; роль второго плана                            |
| 2014      | Робоцып                                    | Robot Chicken                      | разные персонажи                | мультсериал; озвучка; эпизод: Super Guitario Center       |
| 2016      | Винил                                      | Vinyl                              | Ричи Финестра                   | телесериал; основная роль                                 |
| 2016      | События прошедшей недели с Джоном Оливером | Last Week Tonight with John Oliver | репортёр                        | эпизод: Journalism                                        |
| 2017      | Мастер не на все руки                      | Master of None                     | Джефф                           | телесериал; 4 эпизода                                     |
| 2017      | Товарищ детектив                           | Comrade Detective                  | Петре Бубеску                   | эпизод: Two Films for One Ticket; озвучка                 |
| 2017—2019 | Мистер Робот                               | Mr. Robot                          | Ирвинг                          | телесериал; 9 эпизодов                                    |
| 2018      | Энджи Трайбека                             | Angie Tribeca                      | Эй Джей Джайлс-младший          | телесериал; 10 эпизодов                                   |
| 2018—2020 | Конь БоДжек                                | BoJack Horseman                    | Вэнс Ваггонер                   | мультсериал; озвучка; 2 эпизода                           |
| 2018—2020 | Возвращение домой                          | Homecoming                         | Колин Белфаст                   | телесериал; основная роль                                 |
| 2018—2020 | Большой рот                                | Big Mouth                          | разные персонажи                | мультсериал; озвучка; 3 эпизода                           |
| 2019      | Губка Боб Квадратные Штаны                 | SpongeBob SquarePants              | Тони                            | мультсериал; озвучка; эпизод: Shell Games/Senior Discount |
| 2019      | Объезд                                     | The Detour                         | Кастро                          | эпизод: The Groom                                         |
| 2020      | Миссис Америка                             | Mrs. America                       | Том Снайдер                     | мини-сериал; эпизод: Phyllis & Fred & Brenda & Marc       |
|           | Скарпетта                                  | Scarpetta                          | Пит Марино                      |                                                           |

## Награды и номинации
| Награда                        | Год  | Категория                                                     | Название работы        | Результат |
| ------------------------------ | ---- | ------------------------------------------------------------- | ---------------------- | --------- |
| Эмми                           | 2005 | Лучшему приглашённому актёру в комедийном телесериале         | Уилл и Грейс           | Победа    |
| Эмми                           | 2012 | Лучшему приглашённому актёру в комедийном телесериале         | Сестра Джеки           | Номинация |
| Эмми                           | 2013 | Лучшему приглашённому актёру в комедийном телесериале         | Сестра Джеки           | Номинация |
| Эмми                           | 2013 | Лучшая мужская роль второго плана в драматическом телесериале | Подпольная империя     | Победа    |
| Премия Гильдии киноактёров США | 2004 | Лучший актёрский состав в игровом кино                        | Станционный смотритель | Номинация |
| Премия Гильдии киноактёров США | 2013 | Лучший актёрский состав в комедийном сериале                  | Сестра Джеки           | Номинация |
| Премия Гильдии киноактёров США | 2013 | Лучший актёрский состав в драматическом сериале               | Подпольная империя     | Номинация |
| Премия Гильдии киноактёров США | 2020 | Лучший актёрский состав в игровом кино                        | Ирландец               | Номинация |